# Список лидеров кинопроката США 2010 года
Список лидеров кинопроката США 2010 года содержит аннотированное перечисление фильмов, которые занимали первое место в США по итогам сборов каждой из недель 2010 года.

## Список
Указаны сборы в кинопрокате за одну текущую неделю.
| #  | Дата             | Фильм                                        | Сборы        | Примечания |
| -- | ---------------- | -------------------------------------------- | ------------ | --- |
| 1  | 3 января 2010    | Аватар                                       | $68,490,688  | Фильм Аватар побил рекорд фильма Человек-паук ($45.0 млн) для самых больших сборов в 3-ю неделю проката за всю историю, и побил рекорд фильма Монстро ($40.1 млн) для самых больших еженедельных сборов в январе. |
| 2  | 10 января 2010   | Аватар                                       | $50,306,217  | Аватар побил рекорд фильма Титаник ($28.7 млн) для самых больших сборов в 4-ю неделю проката за всю историю. |
| 3  | 17 января 2010   | Аватар                                       | $42,785,612  | Аватар побил рекорд фильма Титаник ($30.0 млн) для самых больших сборов в 5-ю неделю проката за всю историю, и побил рекорд фильма Монстро ($40.1 млн) для самых больших сборов в неделю дня рождения Мартина Лютера Кинга. |
| 4  | 24 января 2010   | Аватар                                       | $34,944,081  | Аватар побил рекорд фильма Титаник ($25.5 млн) для самых больших сборов в 6-ю неделю проката за всю историю. С этого момента возглавил Список самых кассовых фильмов за всю историю. |
| 5  | 31 января 2010   | Аватар                                       | $31,280,029  | Аватар побил рекорд фильма Титаник ($25.9 млн) для самых больших сборов в 7-ю неделю проката за всю историю. |
| 6  | 7 февраля 2010   | Дорогой Джон                                 | $30,468,614  | |
| 7  | 14 февраля 2010  | День Святого Валентина                       | $56,260,707  | День Святого Валентина побил рекорд фильма Призрачный гонщик ($45.4 млн) для лучшего дебюта в Президентский день. |
| 8  | 21 февраля 2010  | Остров проклятых                             | $41,062,440  | |
| 9  | 28 февраля 2010  | Остров проклятых                             | $22,665,205  | |
| 10 | 7 марта 2010     | Алиса в стране чудес                         | $116,101,023 | Алиса в стране чудес побил рекорд фильма Spider-Man ($114.8 млн) для лучшего дебюта несиквела, рекорд 300 спартанцев ($70.8 млн) для лучшего дебюта в марте, рекорд Форсаж 4 ($70.9 млн) для лучшего весеннего дебюта, и рекорд Аватара ($77.0 млн) для лучшего дебюта 3-D фильма.                                                                        |
| 11 | 14 марта 2010    | Алиса в стране чудес                         | $62,714,076  | |
| 12 | 21 марта 2010    | Алиса в стране чудес                         | $34,189,969  | |
| 13 | 28 марта 2010    | Как приручить дракона                        | $43,732,319  | |
| 14 | 4 апреля 2010    | Битва титанов                                | $61,235,105  | Битва титанов побила рекорд фильма Очень страшное кино 4 ($40.2 млн) для лучшего дебюта в Пасху. |
| 15 | 11 апреля 2010   | Битва титанов                                | $26,633,209  | |
| 16 | 18 апреля 2010   | Пипец (фильм)                                | $19,828,687  | |
| 17 | 25 апреля 2010   | Как приручить дракона                        | $15,350,213  | Как приручить дракона вернул себе первое место в 5-ю неделю проката. |
| 18 | 2 мая 2010       | Кошмар на улице Вязов                        | $32,902,299  | |
| 19 | 9 мая 2010       | Железный человек 2                           | $128,122,480 | Железный человек 2 сделал лучший дебют 2010 года |
| 20 | 16 мая 2010      | Железный человек 2                           | $52,041,005  | |
| 21 | 23 мая 2010      | Шрек навсегда                                | $70,838,207  | |
| 22 | 30 мая 2010      | Шрек навсегда                                | $43,311,063  | |
| 23 | 6 июня 2010      | Шрек навсегда                                | $25,486,465  | |
| 24 | 13 июня 2010     | Каратэ-пацан                                 | $55,665,805  | |
| 25 | 20 июня 2010     | История игрушек. Большой побег (Toy Story 3) | $110,307,189 | История игрушек. Большой побег побила рекорд фильма Трансформеры: Месть падших ($108.9 млн) для лучшего дебюта в июне. Toy Story 3 собрала в первый день $41.1 млн, побив рекорд фильма Шрек Третий ($38.0 млн) для лучших сборов за один день для мультфильмов. Он также побил рекорд фильма Суперсемейка ($70.4 млн) для лучшего дебюта компании Pixar. |
| 26 | 27 июня 2010     | История игрушек. Большой побег               | $59,337,669  | |
| 27 | 4 июля 2010      | Сумерки. Сага. Затмение                      | $64,832,191  | Фильм Сумерки. Сага. Затмение собрал рекордные $30 млн за полуночные показы, побив рекорд фильма Сумерки. Сага. Новолуние. А сборы в первый день в размере $68 млн побили рекорд фильма Трансформеры: Месть падших для лучших сборов, начавшихся в среду.                                                                                                 |
| 28 | 11 июля 2010     | Гадкий я                                     | $56,397,125  | |
| 29 | 18 июля 2010     | Начало                                       | $62,785,337  | |
| 30 | 25 июля 2010     | Начало                                       | $42,725,012  | |
| 31 | 1 августа 2010   | Начало                                       | $27,485,245  | |
| 32 | 8 августа 2010   | Копы в глубоком запасе                       | $35,543,162  | |
| 33 | 15 августа 2010  | Неудержимые                                  | $34,825,135  | |
| 34 | 22 августа 2010  | Неудержимые                                  | $16,968,032  | |
| 35 | 29 августа 2010  | Мальчики-налётчики                           | $20,512,304  | |
| 36 | 5 сентября 2010  | Американец                                   | $13,177,790  | |
| 37 | 12 сентября 2010 | Обитель зла в 3D: Жизнь после смерти         | $26,650,264  | |
| 38 | 19 сентября 2010 | Город воров                                  | $23,808,032  | |
| 39 | 26 сентября 2010 | Уолл-стрит: Деньги не спят                   | $19,011,188  | |
| 40 | 3 октября 2010   | Социальная сеть                              | $22,445,653  | |
| 41 | 10 октября 2010  | Социальная сеть                              | $15,451,991  | |
| 42 | 17 октября 2010  | Чудаки 3D                                    | $50,353,641  | Jackass 3D побил рекорд фильма Scary Movie 3 ($48.1) для лучшего дебюта в октябре. |
| 43 | 24 октября 2010  | Паранормальное явление 2                     | $40,678,424  | Фильм Паранормальное явление 2 побил рекорд фильма Пятница, 13-е ($40.5 млн) для лучшего дебюта фильма ужасов. |
| 44 | 31 октября 2010  | Пила 3D                                      | $22,530,123  | |
| 45 | 7 ноября 2010    | Мегамозг                                     | $46,016,833  | |
| 46 | 14 ноября 2010   | Мегамозг                                     | $29,120,461  | |
| 47 | 21 ноября 2010   | Гарри Поттер и Дары Смерти: часть 1          | $125,017,372 | |
| 48 | 28 ноября 2010   | Гарри Поттер и Дары Смерти: часть 1          | $49,087,101  | |
| 49 | 5 декабря 2010   | Рапунцель: Запутанная история                | $21,608,891  | Рапунцель: Запутанная история стал № 1 на 2-ю неделю проката. |
| 50 | 12 декабря 2010  | Хроники Нарнии: Покоритель Зари              | $24,005,069  | |
| 51 | 19 декабря 2010  | Трон: Наследие                               | $44,026,211  | |
| 52 | 26 декабря 2010  | Знакомство с Факерами 2                      | $30,833,665  | |